# Волков (фамилия)
Во́лков — русская фамилия, образованная как отчество от нецерковного мужского личного имени Волк. На Руси такое прозвище часто давали, чтобы уберечь человека от хищников. В списке общерусских фамилий занимает 11-е место. В списке наиболее распространённых фамилий, приводимом Б. Унбегауном, фамилия Волков в Санкт-Петербурге в 1910 занимала 22-е место.

## Распространение
По данным 2014 года, фамилия Волков занимала 1980-е место по распространённости в мире: её носили 280 609 человек.
| Страна       | Кол-во носителей | Частота   | Популярность |
| ------------ | ---------------- | --------- | ------------ |
| Россия       | 223 215          | 1:647     | 19           |
| Украина      | 18 473           | 1:2464    | 187          |
| Беларусь     | 10 947           | 1:868     | 19           |
| Казахстан    | 10 815           | 1:1600    | 161          |
| Узбекистан   | 9100             | 1:3400    | 451          |
| Туркменистан | 1342             | 1:4098    | 810          |
| Таджикистан  | 1231             | 1:6808    | 997          |
| США          | 1040             | 1:348 568 | 31 172       |
| Израиль      | 824              | 1:10 385  | 1584         |
| Кыргызстан   | 679              | 1:8796    | 1623         |